# Jiehkkevárri
Jiehkkevárri (1 834 möh.) är ett fjäll i Lyngen och Tromsø kommuner i Troms i Norge. Fjället är det högsta i Troms fylke, och har den tredje högsta primärfaktorn i Skandinavien. Namnet är samiska och betyder glaciärfjället.
Toppen är täckt av is. För att nå toppen måste man starta nära havsnivå, vilket gör berget fysiskt krävande. Man måste korsa glaciärer, vilket av säkerhetsskäl kräver stegjärn och rep, och en ledare som har kunskap om räddning i glaciärsprickor. I övrigt krävs inte klätterutrustning.